# Hagiografi

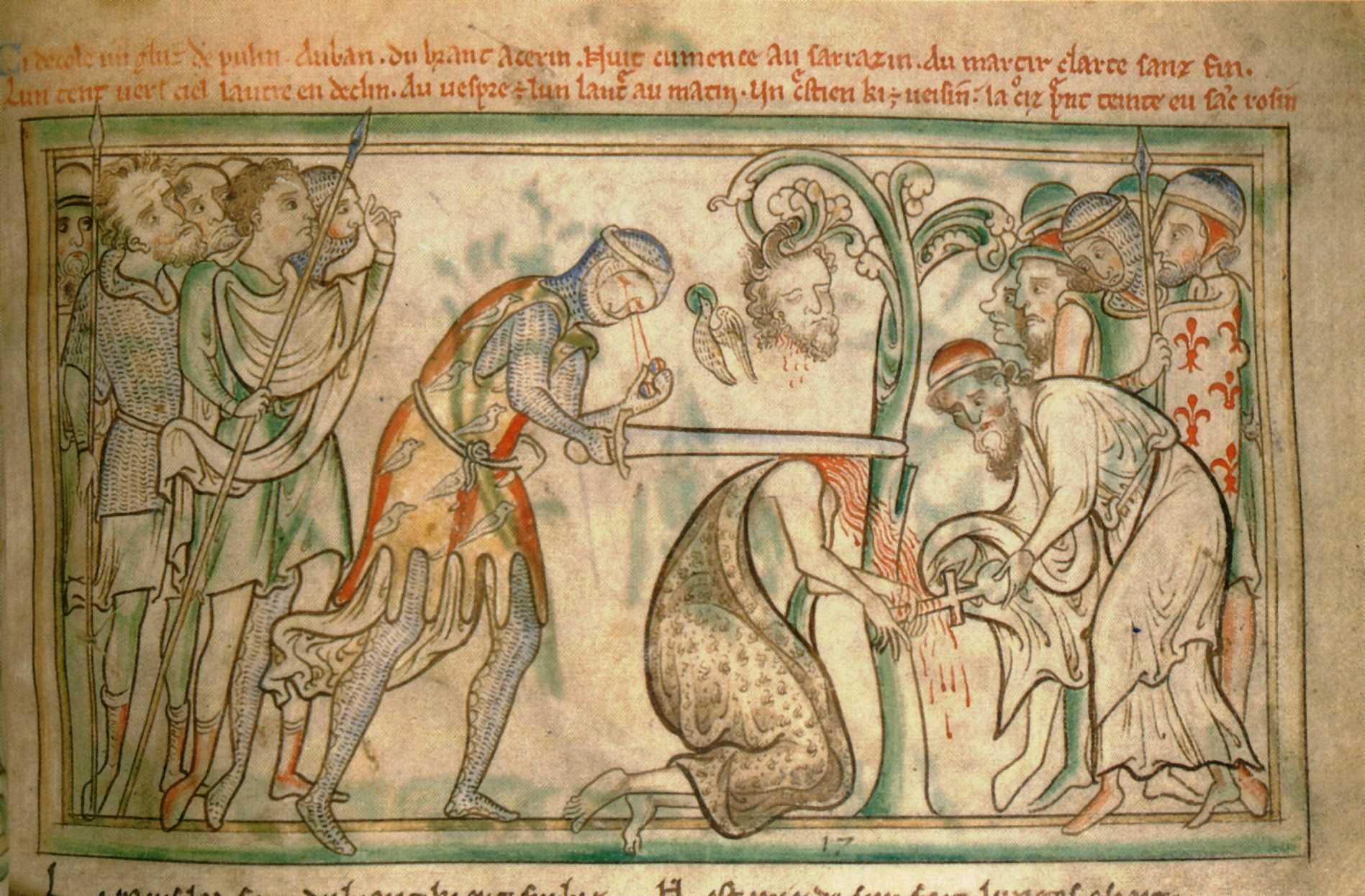
Del av hagiografi om Sankt Alban från Dublin.

Hagiografi eller helgonteckning är den litterära genre som omfattar skildringar av helgonens liv och deras kult. Beteckningen hagiografi eller "hagiografisk" brukar även i överförd mening användas om hyllande beskrivningar av andra historiska personer.

## Hagiografier i urval
- Vita Sancti Wilfrithi om den engelske biskopen Wilfrid av York